# Herdern
Herdern är en ort och kommun i distriktet Frauenfeld i kantonen Thurgau, Schweiz. Kommunen har 1 168 invånare (2023).
Kommunen består av byarna Herdern och Lanzenneunforn.